# Schultesia heterophylla
Schultesia heterophylla är en gentianaväxtart som beskrevs av Friedrich Anton Wilhelm Miquel. Schultesia heterophylla ingår i släktet Schultesia och familjen gentianaväxter. Inga underarter finns listade i Catalogue of Life.